# Mireya Luis
Alejandrina Mireya Luis Hernández dite Mireya Luis est une joueuse cubaine de volley-ball née le 25 août 1967 à Camagüey. Elle joue au poste d'attaquante.
Elle intègre le Volleyball Hall of Fame en 2004.

## Palmarès
- Jeux olympiques
  - Vainqueur : 1992, 1996, 2000.
- Championnat du monde
  - Vainqueur : 1994, 1998.
  - Deuxième : 1986.
- World Grand Champions Cup
  - Vainqueur : 1993.
  - Deuxième : 1997.
- Coupe du monde
  - Vainqueur : 1989, 1991, 1995, 1999.
- Grand Prix mondial
  - Vainqueur : 1993, 2000.
  - Deuxième : 1994.
  - Troisième : 1995 et 1998.